# Sematophyllum eurycystis
Sematophyllum eurycystis là một loài Rêu trong họ Sematophyllaceae. Loài này được (Herzog) S.P. Churchill mô tả khoa học đầu tiên năm 2009.